# 彭明聰
彭明聰（1917年11月28日—2014年10月16日），出生於日治臺灣臺南廳鳳山支廳，臺灣医学家，中央研究院院士，同時也是臺灣民主運動與臺灣獨立運動推動者彭明敏的堂兄。

## 生平
1917年11月28日，彭明聰生於日治臺灣臺南廳鳳山支廳，為彭清約醫師之長男。彭清約醫師是鳳山市知名小兒科醫師，是台灣基督長老教會的長老。
彭明聰就讀鳳山公學校，台南南門國校，台南第一中學（今台南二中）。成績優異，四年級時保送台北高等學校理科二類（日本時代中學五年、高等學校三年、大學三年、醫學院四年）。
高等學校畢業後，錄取台北帝國大學醫學部，1941年自臺北帝國大學畢業。畢業後擔任臺北帝國大學醫學部副手，在1945年獲得臺北帝國大學醫學博士學位則升任成為醫學部助手。1945年至1947年時他先是擔任國立臺灣大學醫學院講師，1947年至1951年期間則升任成為副教授。1956-1957前往美國哥倫比亞大學、1963-1964前往英國牛津大學進修，並且也曾經擔任過國立臺灣大學醫學院教務分處主任、醫學院生理學科主任乃至於醫學院院長。

## 經歷
- 1974年獲得中華民國教育部頒發學術獎，1978年7月更以生理學、系統神經科學等研究當選成為第12屆中央研究院院士生命科學組。
- 台灣大學醫學院院長(1978-1983)、名譽教授
- 台灣醫學會理事長(1980-1983)
- 馬偕醫護管理專科學校董事(1979-1985)、校長(1988-1993)
- 彰化基督教醫院董事(1965-1985)
- 高雄醫學院董事(1978-2002)
- 台灣大學醫學院景福基金會創會者，第一任、第二任董事長(1979-1984)
- 財團法人台灣基督長老教會馬偕紀念社會事業基金會馬偕紀念醫院董事(1979-1991)
- 中華民國兒童燙傷基金會董事(1998-2000)、董事長
- 台灣兒童暨家庭扶助基金會董事長
- 兒童福利聯盟文教基金會董事長
- 魏大曜基金會董事(1974-2009)
- 陳拱北基金會董事(1978-2004)
- IBRO(國際腦研究組織)會員(1984-迄今)
- 美國內分泌學會會員(1985-迄今)
- 美國哥倫比亞大學醫學院生理學科訪問學人(1956-1957)
- 英國牛津大學人類解剖學科訪問學人(1963-1964)
- 聯合國醫學基金會醫學貢獻獎(1989)
- 中國生理學會理事長(1984-1987)

## 信仰
彭明聰的曾祖父彭根，是台灣教會的第一代信徒，也是擁有一百多年歷史的屏東教會（阿猴教會）首任傳道師，彭根的兒子彭士藏，還曾經當過外國宣教士的廚師，後來也成為傳道人，足跡遍及木柵、西螺、澎湖、屏東與高雄等地，彭家信仰就此一脈相傳，同時鼓勵子弟學醫救人。
彭明聰的父親彭清約是南部名醫，常常利用假日跑到屏東山地或斗南小鎮傳道，甚至許願晚年就要四處傳教，不僅奉獻自己時間，還捐地蓋教會，包括高雄安生教會、高雄的大專學生中心宿舍與台中利巴嫩山莊等地，在教會界受人景仰。彭明聰的叔父彭清靠、彭清良都是就讀台灣總督府醫學校，伯父彭清標則畢業於台南神學院。彭清靠是前總統府資政彭明敏的父親，曾於大甲行醫，後來在高雄 市開設彭婦產科醫院，彭清約和彭清良則在鳳山開設育仁醫院，彭清良也是前衛生署長施純仁的丈人。
彭明聰篤信耶穌基督信仰，是台灣基督長老教會的信徒，在濟南基督長老教會參與教會服事，並擔任過執事、長老，其信仰典範更獲榮譽長老之殊榮。

## 外部連結
- （简体中文） 彭明聪 “中央研究院”院士
- 「醫師、牧師世家 矢志救命救贖」《中國時報》2010年3月7日 A11版 專訪彭明聰長老。 （页面存档备份，存于）
- 中央研究院訊息：彭明聰院士與世長辭 （页面存档备份，存于）